# Jan Kalina (matematik)
Jan Kalina (*1977 Praha) je český matematik, informatik a pedagog, zabývající se strojovým učením a analýzou obrazové informace.

## Životopis
Jan Kalina se narodil v roce 1977 v Praze. V roce 2001 ukončil studium na Matematicko-fyzikální fakultě Univerzity Karlovy (MFF UK), obor matematická statistika pod vedením profesora Jiřího Anděla. Zde také započal s doktorským studiem. V roce 2004 pokračoval jako vědecký pracovník na Duisbursko-Essenské univerzitě v německém Essenu, kde v roce 2007 obhájil dizertační práci v oboru analýzy obrazové informace. V roce 2008 obhájil titul doktor přírodních věd na MFF UK.
Mezi lety 2006–2010 pracoval jako výzkumný pracovník na MFF UK v Centru Jaroslava Hájka pro teoretickou a aplikovanou statistiku. Od roku 2010 je zaměstnán na Oddělení medicínské informatiky Ústavu informatiky Akademie věd České republiky. Specializuje se na robustní a mnohorozměrné statistické metody a analýzy obrazu. Je externím spolupracovníkem a školitelem na katedře matematiky Fakulty jaderné a fyzikálně inženýrské ČVUT a na Fakultě informačních technologií ČVUT.
V roce 2012 zvítězil v irském Dublinu na mezinárodním setkání mladých vědců v sekci „procesy odehrávající se v mozku sportovců při špičkových výkonech“, když zde představil novou metodu zjišťování selhání srdce. V roce 2013 získal grant od Nadačního fondu Neuron na určování genů tzv. robustní analýzou velkých dat.
Je členem České statistické společnosti, české národní skupiny Mezinárodní společnosti pro klinickou biostatistiku a České lékařské společnosti Jana Evangelisty Purkyně.
Je ženatý a bydlí v Praze. Mezi jeho záliby patří příroda a hraní minigolfu.

### Ocenění
- 2002 – 2. místo v sekci Pravděpodobnost, statistika a ekonometrie, celostátní studentská výzkumná soutěž
- 2012 – Cena konference pro vědce, Mezinárodní společnost pro klinickou biostatistiku
- 2012 – Prémie Otto Wichterleho, ocenění Akademie věd pro mladé badatele
- 2013 – Cena konference pro vědce, Mezinárodní společnost pro klinickou biostatistiku
- 2013 – Neuron Impuls, Nadační fond Neuron
- 2014 – Nejlepší vědecký článek roku 2013, Cena České společnosti pro biomedicínské inženýrství a lékařskou informatiku
- 2016 – Cena za nejlepší příspěvek, konference BIOSTEC/BIOINFORMATICS, Řím, Itálie (s Jaroslavem Hlinkou)[2]

### Granty
- 2014–2015 Konstrukce srozumitelných klasifikátorů, Grantová agentura České republiky, člen týmu
- 2013–2016 Robustní metody pro nestandardní situace, jejich diagnostika a implementace, Grantová agentura České republiky, člen týmu
- 2015 Predikce terapeutické odpovědi u pacientů s depresivní ,poruchou pomocí nových metod EEG analýzy, Ministerstvo zdravotnictví ČR, člen týmu
- 2014–2016 Robustní analýza vysokodimenzionálních dat, Nadační fond Neuron, hlavní řešitel
- 2017–2019 Neparametrické (statistické) metody v moderní ekonometrii, Grantová agentura České republiky, člen týmu
- 2017–2019 Metaučení pro extrakci pravidel s numerickými důsledky, Grantová agentura České republiky, člen týmu
- 2020 Náhodné procesy regresních kvantilů v analýze finančních rizik, Grantová agentura České republiky, člen týmu
- 2019–2021 Analytické základy neuropočítačů, Grantová agentura České republiky, člen týmu
- 2019–2021 Přibližné neuropočítačové výpočty,  Grantová agentura České republiky, člen týmu[2]